# Simon Schnepp

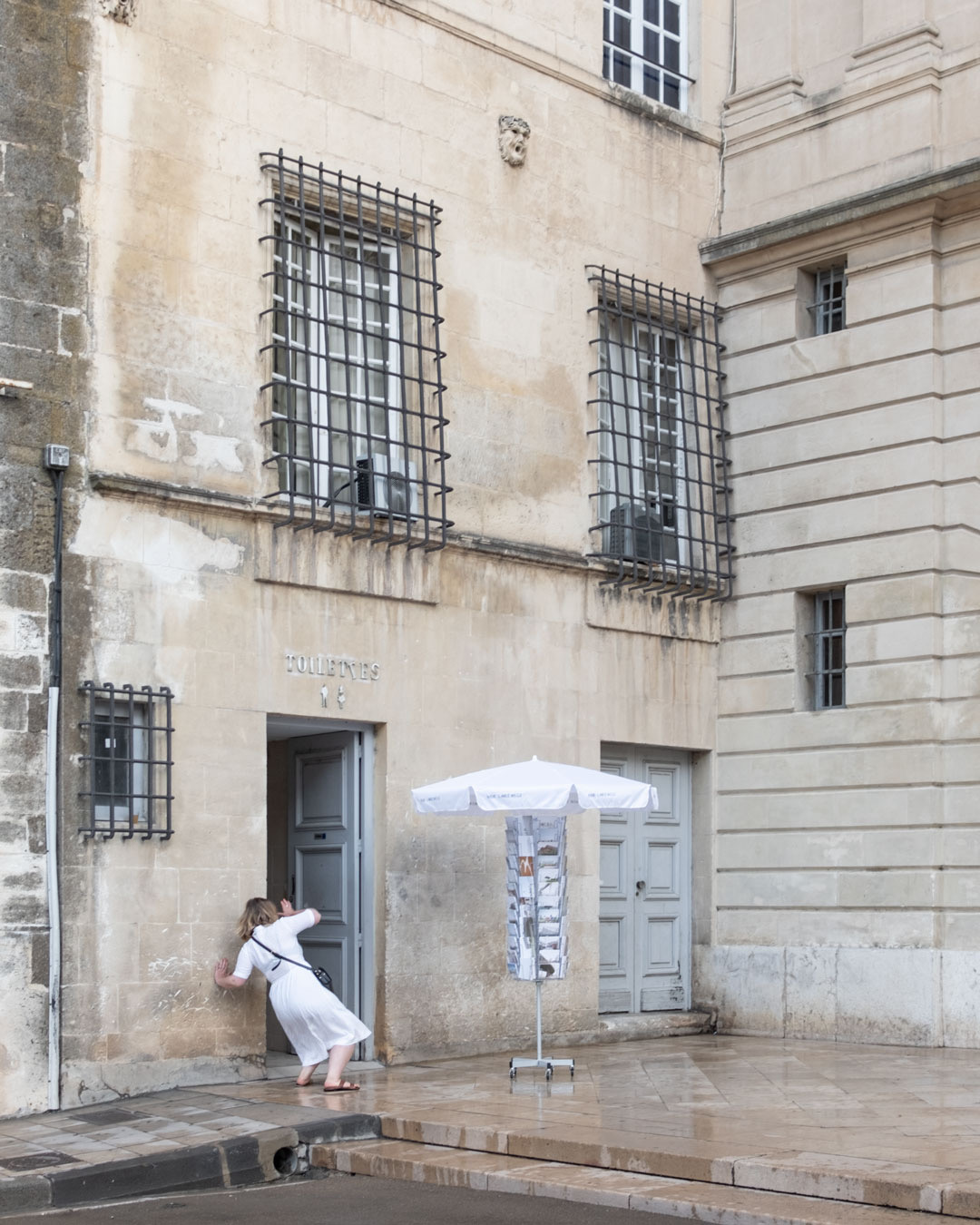
Die Neue Langeweile zeigt NL1.1 in Arles

Simon Schnepp (* 1. August 1983 in Osnabrück) ist ein deutscher Fotokünstler.

## Leben
Simon Schnepp wuchs mit seinen zwei älteren Schwestern bei seiner Mutter in Osnabrück auf. Sein Vater ist Wilfried Schnepp, der an der Universität Witten/Herdecke als Lehrstuhlinhaber lehrte. 2004 zog Simon Schnepp nach Berlin. Seit 2016 arbeitet er verstärkt in Paris, wo das Künstlerduo Schnepp Renou inzwischen mit seinem Atelier ansässig ist. In Berlin absolvierte er von 2008 bis 2010 eine Ausbildung zum Fotodesigner. Dort lernte er seine spätere Arbeitspartnerin Morgane Renou kennen. Seit 2010 arbeiten Simon Schnepp und Morgane Renou als Künstlerduo unter dem Namen Schnepp Renou für internationale Publikationen, Architekten und Sammlungen. So arbeiten sie regelmäßig für Magazine wie Arch+, L'Architecture d'Aujourd'hui, Le Monde sowie die Printausgabe des Magazins  Bauwelt. 2020 fotografierten sie in Kooperation mit Bauwelt Online eine Serie über die Lockdowns in Paris und Berlin.
Simon Schnepp nahm als Teil des Künstlerduos Schnepp Renou an diversen nationalen und internationalen Ausstellungen teil. Er ist zudem Teil des Künstlerkollektivs Neue Langeweile, das aus Marcus Bredt, hiepler, brunier (David Hiepler und Fritz Brunier), Morgane Renou und ihm besteht.
Simon Schnepp ist Gründungsmitglied des Bundesverbands Architekturfotografie (BVAF), der sich dafür einsetzt, die Öffentlichkeit für den Wert und die Qualität der Architekturfotografie zu sensibilisieren. Er ist 2021 aus persönlichen Gründen aus dem Verband ausgetreten.

## Ausstellungen (Auswahl)
- Intérieurs. Anatomie prostoru, Prag, 2014[7]
- Im Brennpunkt I Focus of Attention, Stuttgart, 2014[8]
- IM BRENNPUNKT architekturbild. Europäischer Architekturfotografie-Preis 2013, Frankfurt Main, 2013[9]

## Publikationen (Auswahl)
Bücher:
- Deutsches Architektur Jahrbuch 2019, DOM publishers Verlag, ISBN 978-3-86922-725-2
- Hochschule für Schauspielkunst Ernst Busch und der neue Bau, DOM publishers Verlag, ISBN 978-3-86922-096-3
- The Tale of Tomorrow, Utopian Architecture in the Modernist Realm, 2016, Die Gestalten Verlag ISBN 978-3-89955-570-7
- Im Brennpunkt | Focus Of Attention, 2013, Verlag av Edition, ISBN 978-3-89986-183-9

Magazine:
- Bauwelt Magazin, Ausgabe, 23.2018[10]
- Bauwelt Magazin, Ausgabe, 40.2016[11]
- Revue für postheroisches Management, Heft 10, ISSN 1864-726X[12]
- db Deutsche Bauzeitung, 06.2013[13]